# Lasermannen – Dokumentären
Lasermannen – Dokumentären är en prisbelönt svensk TV-dokumentär av Gellert Tamas och Malcolm Dixelius om mördaren och bankrånaren John Ausonius. Dokumentären, som ursprungligen sändes i SVT2 den 11 december 2005, bygger på Tamas intervjuer med Ausonius i fängelset kort efter att han erkände attentaten år 2000.

## Medverkande
- John Ausonius
- Håkan Henriksson
- Bengt Kjellberg
- Ulf Åsgård
- Stefan Bergqvist
- Peter Wiesler
- Kerstin Koorti
- Margareta Stålhammar
- Ian Wachtmeister
- Bert Karlsson
- John Bouvin
- Carl Bildt
- Truls Bernhold

## Utmärkelser
- 2006 – Kristallen – Årets dokumentärprogram, Gellert Tamas och Malcolm Dixelius[2]